# 비밀 (2000년 영화)
"비밀"은 2000년 개봉한, 박기형 감독의 영화이다.

## 출연진
- 김승우 - 구호 역
- 윤미조 - 미조 역
- 정현우 - 현남 역
- 박하
- 손예진 (음성 출연)
- 전선화
- 김영환
- 김광일
- 이승옥
- 최대웅
- 최성웅
- 지대한
- 정의갑

## 참고자료
- 비밀(2000) - 한국영화 데이터베이스